# Брегаре
Брега́ре (болг. Брегаре) — село в Плевенській області Болгарії. Входить до складу общини Долішня Митрополія.

## Населення
За даними перепису населення 2011 року у селі проживали 617 осіб.
Національний склад населення села:
| Національність   | Кількість осіб | Відсоток |
| ---------------- | -------------- | -------- |
| болгари          | 548            | 98,4%    |
| турки            | 0              | 0%       |
| цигани           | 0              | 0%       |
| інша             | 6              | 1,1%     |
| не визначились   | 3              | 0,5%     |
| Всього відповіли | 557            |          |

Розподіл населення за віком у 2011 році:
Динаміка населення: